# Пелтя
Пелтя (рум. peltea) — особливий вид варення або желе, виготовляється не з самих ягід та фруктів, а з їхніх соків або відварів. Поширене у Молдові і Румунії.
Пелтя з соку готується, коли ягоди  костисті, наприклад малина або ожина. Сік з ягід віджимають невеликими порціями через подвійну марлю, дають йому відстоятися та добавляють цукор у пропорції 1:1. Пелтя вариться як варення, на слабкому вогні, щоб воно не переварилась, інакше воно не загусне належним чином. При цьому необхідно постійно знімати піну.
Пелтя на основі відвару готується у тих випадках, коли фрукти містять велику кількість пектину (айва або яблука). Такі фрукти варяться у воді під кришкою на слабкому вогні. При цьому їх неможна мішати, інакше вони разваряться. Готовий відвар через сито зливається в другий посуд, який накривається ситом. Зверху на сито висипаються фрукти, з яких повинен стекти густий відвар. Відстояний відвар проціджують скрізь чисту марлю, в нього добавляється цукор у пропорції 1:1. Отримана суміш знову вариться на повільному вогні до повного розчинення цукру.
Гаряча пелтя виходить  рідкою, однак при охолодженні вона густіє і стає прозора, як желе. Холодна пелтя зберігається у банках. Її переливають з ємності, де вона варилась, у гарячому стані.